# Siegfried-idill

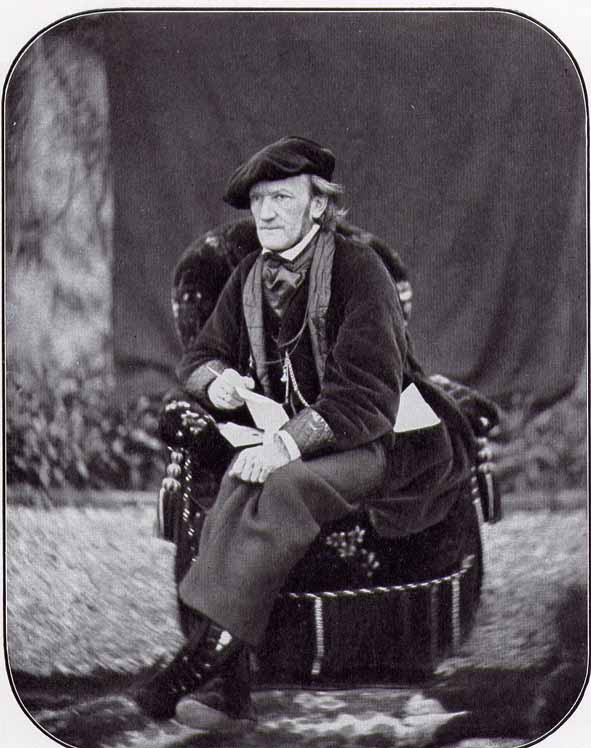
Richard Wagner 1868-ban

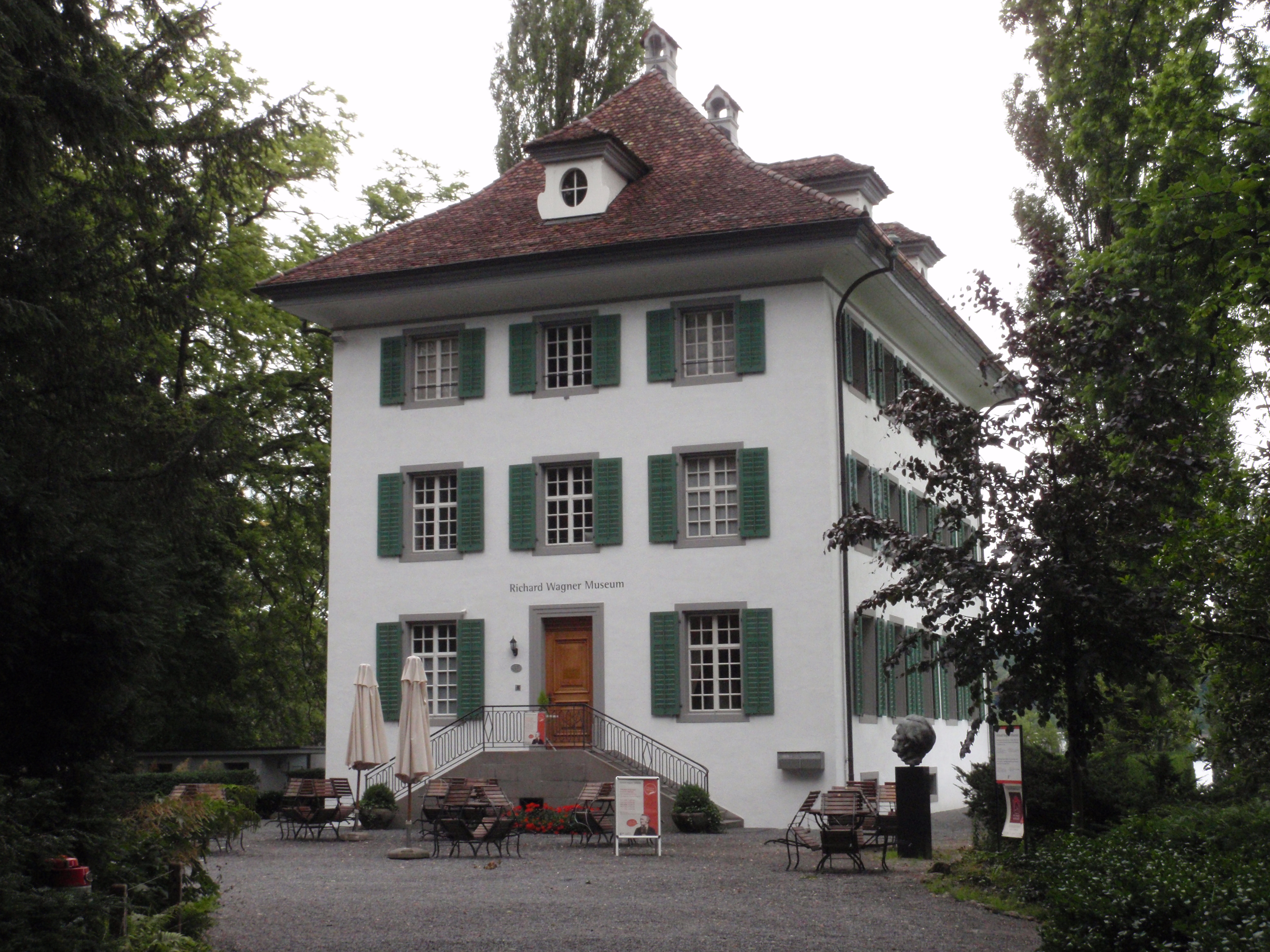
Richard Wagner Tribschen-beli otthona

A Siegfried-idill (WWV 103) Richard Wagner kamarazenekarra írt kompozíciója, ez a szimfonikus költeménye az egyik legnépszerűbb zenekari művei közé tartozik. 

## Háttere
Wagner születésnapi ajándékként komponálta a darabot második feleségének, Cosimának, 1869-ben született egyetlen fiúk, Siegfried születése után. Először 1870. december 25-én, karácsony reggelén szólalt meg – Cosima születésnapja december 24-én volt, de mindig 25-én ünnepelte – Tribschen-beli (ma Luzern része) otthonuk lépcsőjén, Cosima ablaka alatt, aki a meglepetésnek szánt, tulajdonképpeni szerenádra ébredt. A zenekar tagjai a zürichi Tonhalle zenekarának tagjaiból álltak, a trombita szólamot (csak 13 taktusból álló) Richter János karmester tanulta meg.
Az eredeti partitúrán ez állt: „Tribschener Idyll mit Fidi-Vogelgesang und Orange-Sonnenaufgang, als Symphonischer Geburtstagsgruss. Seiner Cosima dargebracht von Ihrem Richard.“, azaz "Triebscheni idill Fidi madárdalával és narancsszín napfelkeltével, szimfonikus születésnapi üdvözlet Cosimának Richardtól." Siegfried Wagner beceneve a családban „Fidi" volt, úgy vélik a madárcsicsergés és a napfelkelte is a házaspár közös élményeihez kapcsolódhat.
Wagner 1876-ban bemutatott operája, a Siegfried, megszólaltat zenei részeket a Siegfried-idillből, az opera zárójelenetében, Brünnhilde és Siegfried szerelmi kettősében, bár ezt a zenei anyagot is egy befejezetlen kamaradarabból ültette át az Idillbe. A műben megszólaló egyik téma egy német altatódalra, "Schlaf, Kindlein, schlaf" épül, amit Wagner 1868 Újévén jegyzett le, és itt a darabban oboa szólón hangzik el. Ernest Newman felismerése szerint ez Wagner idősebb lányához, Evához kapcsolható. Ez és egyéb zenei vonatkozások miatt, ami a külvilág számára évekig ismeretlen maradt, feltárul a Siegfried-idill különböző rétegeinek Wagner és Cosima számára személyes jelentősége.
Ezért sem akarhatta Wagner a Siegfried-idillt eredetileg közzétenni, de később anyagi okokból a kiadás jogát eladta a Schott Music zeneműkiadónak 1878-ban, emellett átírta a művet 35 fős zenekarra.
Az eredeti összeállításban a kamarazenekar fuvola, oboa, két klarinét, fagott, két kürt, trombita (csak 13 taktus) és egy vonósnégyesből állt. Az 1878-ban nyilvánosságra hozott, és ma leginkább ismert összeállításban a vonósok száma jelentősen több.